# مقيم الشخصية بنيوكاسل
مقيم الشخصية بنيوكاسل (NPA) هو اختبار شخصية مصمم لقياس شخصية الممتحنين على خمسة أبعاد: العصبية، الضمير، الوفاق، الانطواء والانفتاح. وقد وضعت بالاختبار 10 أسئلة للتقييم بقلم دانيال نيتل، وعلماء السلوك في مركز السلوك والتطور بجامعة نيوكاسل.